# なんだかおかしな物語
『なんだかおかしな物語』（なんだかおかしなものがたり、It's Kind of a Funny Story）は2010年のアメリカ合衆国の青春コメディ映画。監督はアンナ・ボーデンとライアン・フレック、出演はキーア・ギルクリストとザック・ガリフィアナキスなど。原作はネッド・ヴィジーニが自らの入院体験から着想を得て執筆した2006年の小説『It's Kind of a Funny Story』。
日本では劇場未公開だが、2012年6月15日に『ボクの人生を変えた5日間』としてスター・チャンネルで、2012年8月18日に『なんだかおかしな物語』としてWOWOWで放送された。

## ストーリー
うつ病の治療を受けている16歳の高校生が精神科に入院し、そこで出会った様々な患者との交流を通じて人生の意味を見出すまでをコミカルに描く。

## キャスト
クレイグ・ギルナー
演 - キーア・ギルクリスト
うつ病で入院した16歳の高校生。
ノエル
演 - エマ・ロバーツ
精神科に入院中の少女。自傷行為を繰り返していた。
ボビー
演 - ザック・ガリフィアナキス
入退院を繰り返している男。8歳の娘がいる。
イーデン・ミネルバ先生
演 - ヴィオラ・デイヴィス
クレイグたちの担当医。
ニア
演 - ゾーイ・クラヴィッツ
クレイグが片想い中の少女。親友の恋人。
リン・ギルナー
演 - ローレン・グレアム
クレイグの母親。
ジョージ・ギルナー
演 - ジム・ガフィガン
クレイグの父親。
スミティ
演 - ジェレミー・デイビス
病院職員。クレイグたちの世話係。

## 作品の評価
Rotten Tomatoesによれば、批評家の一致した見解は「感じの良い作品で、驚くほど良い仕事で精神病棟コメディの定型表現を回避しているが、その才能のあるキャストと監督を考えると、『なんだかおかしな物語』は単に穏やかに面白いだけの作品以上のものであるべきである。」であり、135件の評論のうち高評価は57%にあたる77件で、平均して10点満点中5.99点を得ている。
Metacriticによれば、33件の評論のうち、高評価は22件、賛否混在は10件、低評価は1件で、平均して100点満点中63点を得ている。